# موكة حادة الفم
موكة حادة الفم (الاسم العلمي:Moca oxystoma) هي نوع من الحشرات تتبع جنس الموكة من فصيلة الإيميات.